# Wojciech Sawicki (homme politique)
Pour les articles homonymes, voir Wojciech Sawicki et Sawicki.
Wojciech Sawicki est une personnalité polonaise née le 20 mars 1955 à Varsovie, en Pologne. Il dirige le secrétariat de l'Assemblée parlementaire du Conseil de l'Europe (APCE), un organe qui rassemble 318 parlementaires issus de 47 parlements nationaux. Il est élu secrétaire général de l’APCE en 2010 pour un mandat de 5 ans, à compter de février 2011. De 1990 à 1996, il exerce la fonction de secrétaire général du Sénat polonais, la Chambre Haute du parlement polonais, et y joue un rôle majeur dans le rétablissement de la démocratie en Pologne, après la chute du communisme en 
1989.
Au moment de présenter sa candidature aux membres de l'APCE en 2010, il a dit : « Originaire de Pologne – un pays que le Rideau de fer a isolé de la majeure partie du continent européen et où, pendant des années, j’ai activement participé au mouvement d’opposition démocratique – je connais la vraie valeur et le véritable sens de la démocratie, des droits de l’homme et de l’État de droit. Je sais combien il est important que l’Europe soit unie autour de la défense de ces principes. »

## Fonctions du secrétaire général

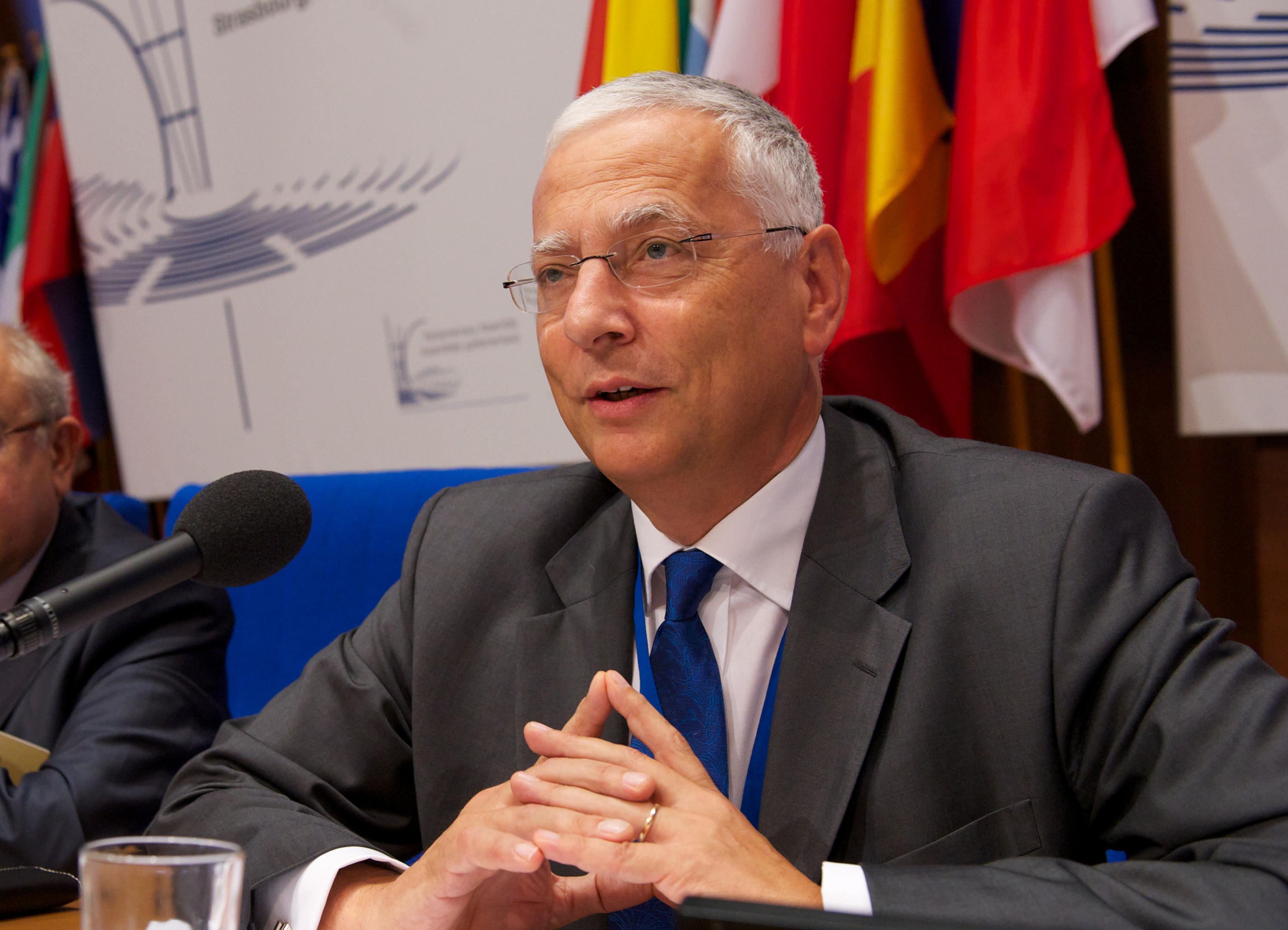
Wojciech Sawicki, Secrétaire Général de l'Assemblée parlementaire du Conseil de l'Europe en 2012.

En accord avec le règlement de l’Assemblée, le secrétaire général assure le bon fonctionnement de l'APCE et l'accomplissement de son mandat. Il gère un secrétariat composé d'environ 90 personnes qui aident les membres de l'Assemblée et son président, à mener à bien leurs tâches et assure le bon déroulement des travaux parlementaires. Il assure un secrétariat impartial et engagé, fait preuve d’intégrité personnelle et fait en sorte que les travaux de l'Assemblée conservent leur rôle de force directrice au sein du Conseil de l'Europe.

## Carrière

### Au sein duConseil de l’Europe
En juin 1996 Wojciech Sawicki quitte son pays d’origine pour prendre ses fonctions au sein du Conseil de l’Europe en tant que directeur (greffier adjoint) et chef des Services généraux de l’Assemblée parlementaire, responsabilités qu’il assumera jusqu’en 2006. 
La même année il devient directeur général du Secrétariat de l’Assemblée parlementaire et adjoint au secrétaire Général de l’Assemblée. À cette fonction vient s’ajouter en 2009, pendant six mois, celle de Secrétaire général par intérim du Congrès des pouvoirs locaux et régionaux du Conseil de l’Europe. 
De 1996 à 2011, il est également codirecteur du Centre européen de recherche et de documentation parlementaires (CERDP).

### En Pologne

#### Sénat
De 1990 à 1996, il exerce la fonction de secrétaire général du Sénat. Au sein de la Chambre haute, il est responsable de la mise en place des activités et de leur gestion,  conseiller en avis politiques, juridiques et procéduraux auprès de tous les organes statutaires du Sénat et responsable des contacts avec les secrétariats des autres parlements.

#### Centre informatique de l’industrie énergétique
De 1977 à 1990 il est programmateur et chef de Service au Centre informatique de l’industrie énergétique à Varsovie. De 1980 à 1981, il exerce la fonction de président de la section « Solidarność » dans l’entreprise.

#### Académie polonaise des sciences
Après l’obtention en 1978 de son master en Sciences de l’informatique, Wojciech Sawicki devient l’année suivante chargé de cours à l’académie de Varsovie, poste qu’il occupera  jusqu’en 1986.

## Engagements divers
Il est membre depuis 1990 de Association des secrétaires généraux de parlement.
De 1979 à 1996, il est membre du Comité exécutif du Club des intellectuels catholiques de Varsovie dont il a été vice-président de 1981 à 1984.
De 1981 à 1987 il est membre du Comité ecclésiastique d'aide aux prisonniers politiques et à leurs familles, ainsi que chef du Registre et du Bureau d’information du Comité, responsable de la mise en place et de la gestion du système d’information.

## Éléments personnels

### Formation
En 1978 il obtient un Master en Sciences de l’informatique, spécialisation dans les systèmes opérationnels de la Faculté des Sciences mathématiques et informatiques de l’Université de Varsovie. M. Sawicki parle polonais, anglais, français et russe.

### Vie de famille
Wojciech Sawicki est marié à Beata Sawicka. Ils ont deux filles et un garçon.
Mme Sawicka, artiste peintre de formation, a étudié les beaux-arts à Rouen, à Gdańsk et à Varsovie. Avec sa fille cadette, Magdalena, et sa mère, Alina - toutes les deux artistes également-, Beata Sawicka organise en octobre 2012 à Strasbourg l’exposition « De Mères en Filles », qui présente la continuité artistique à l’œuvre dans la famille depuis trois générations.

## Distinctions
- Officier de l'ordre du Mérite de la République de Pologne (2002).
- Commandeur de l'ordre de la Renaissance de la Pologne (2011).
- Troisième classe de l'Ordre du Prince Iaroslav le Sage (Ukraine)[5] (2022).